# ويليام يونغ (لاعب كريكت)
ويليام يونغ (8 مارس 1861 في المملكة المتحدة - 6 أكتوبر 1933 في المملكة المتحدة) (بالإنجليزية: William Young)‏ هو لاعب كريكت بريطاني (وحمل سابقاً جنسية المملكة المتحدة لبريطانيا العظمى وأيرلندا). لعب مع Liverpool and District cricket team ‏.

## وصلات خارجية
- ويليام يونغ على موقع إي آس بي آن كريك إنفو (الإنجليزية)